# Motel Mjesečina (1977.)
Motel Mjesečina je hrvatski televizijski film iz 1977. godine redatelja Kreše Golika snimljen 1976. prema scenariju Željka Senečića, na lokaciji motel "Stari Hrastovi" u blizini Popovače.
Premijerno prikazan 4. siječnja 1977. na tadašnjem Eksperimentalnom drugom programu Televizije Zagreb u sklopu ciklusa drama "Četiri lagana komada".

## Radnja
Sredovječni bračni par vraća se iz uspješnog shoppinga u Trstu. Na povratku odlučuju prenoćiti u motelu s romantičnim nazivom "Mjesečina". Međutim, motel je prazan, što kod supruga izaziva strah da bi im netko mogao pokrasti stvari iz pretrpanog automobila na pustome parkiralištu. Zbog toga tijekom noći panično prenose stvari iz automobila u hotelsku sobu, što dovodi do niza komičnih i apsurdnih situacija te tipičnih bračnih dijaloga.

## Glumačka postava
- Boris Buzančić kao Macan
- Đurđa Ivezić kao Macanova supruga
- Angel Palašev kao konobar
- Antun Tudić kao portir
- Slavko Brankov kao radnik benzinske postaje

## Vanjske poveznice
- Motel Mjesečina u internetskoj bazi filmova IMDb-a